# К Лесбии
«К Лесбии» (лат. Ad Lesbiam) — условное название стихотворения римского поэта Гая Валерия Катулла, включённого в состав посмертного сборника («Книги Катулла Веронского») под номером 107. Автор здесь обращается к возлюбленной, рассказывая, как он рад примирению.
Исследователи констатируют, что в этом стихотворении Катулл нарочито многословен.

## Ссылка
- Коллекция русских переводов